# Сколівські Бескиди (національний природний парк)
«Ско́лівські Бески́ди» — національний природний парк в Українських Карпатах. Розташований у південній частині Львівської області, в межах Стрийського і (частково) Самбірського та Дрогобицького районів. Парк охоплює частини басейнів річок Стрий та Опір і займає площу 35684 га, з яких 24702 га передані парку в постійне користування.

## Географія
Парк розташований в межах моноклінально-брилового низькогір'я Сколівських Бескидів і займає його північну частину, а також частково розміщений на північному сході Верхньодністровських Бескидів в районі між Новим Кропивником та Ямельницею. Абсолютні висоти на території парку — від 600 до 1260 м. Найвища точка — гора Парашка (1268 м). Переважають ландшафтні комплекси крутосхилого ерозійно-денудаційного лісистого низькогір'я.
На території парку на річці Великій Річці розташований водоспад Гуркало, а на річці Кам'янці — Кам'янецький водоспад.

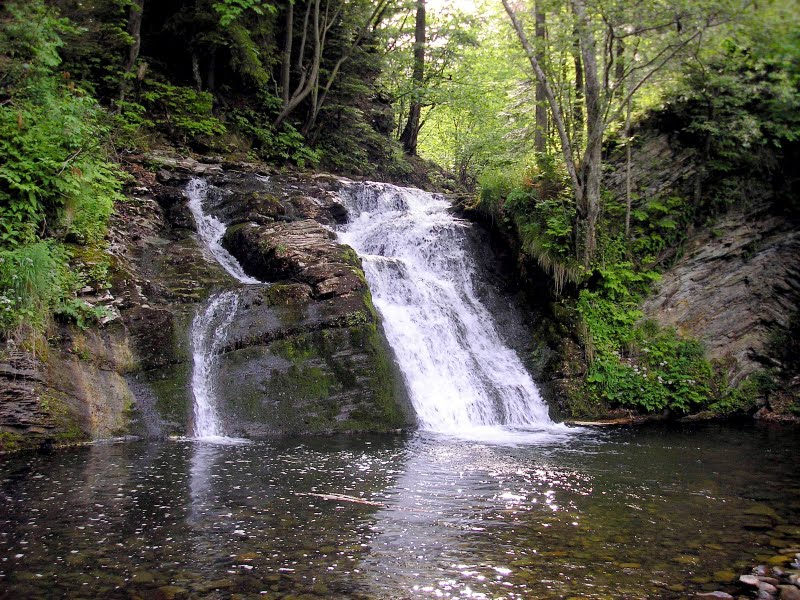
Водоспад Гуркало

На території парку розташований державний історико-культурний заповідник «Тустань», а також Східницьке родовище мінеральних вод.

## Історія створення
Національний парк «Сколівські Бескиди» створений Указом Президента України від 11 лютого 1999 року № 157 на базі Сколівського лісового заповідника загальнодержавного значення (створений в 1983 р. з метою охорони корінних ялицево-букових і букових лісів) і частини території ландшафтного заповідника загальнодержавного значення «Зелемінь» і ландшафтного заповідника місцевого значення «Майдан», а також заповідних урочищ «Дубинське», «Сопіт», «Журавлине».

## Флора
Переважаючими на території Сколівських Бескид є лісовкриті землі, а найбільші площі цих земель займають хвойні ліси (понад 55%). Домінуючими у їхньому складі є смерекові ліси, які поширені по всій території НПП Сколівські Бескиди та були тут засаджені штучно. Ці ценози характеризуються домінуванням смереки, і лише іноді — домішкою ялиці білої (Abies alba), буку лісового (Fagus sylvatica) i берези повислої (Betula pendula). Твердолистяні породи займають 43,4% площі, а серед переважаючими є букові ліси. У складі деревної та чагарникової рослинності НПП Сколівські Бескиди виділяють угруповання п'яти класів: Rhamno-Prunetea у якому домінують терен колючий (Prunus spinosa), шипшина (Rosa sp.) та глід (Crataegus sp.); Salicetea purpureae, який поширюється вздовж берегів заплав великих річок і представлений здебільшого вербою прутовидною (Saiix viminalis) з домішками вільхи сірої (Alnus incana), бузини чорної (Sambucus nigra) та клену американського (Acer negundo) — цей клас відіграє важливо роль в запобіганню розмивання берегів водою; Alnetea glutinosae — цей клас представлений заростями чагарникових верб; Salix cinerea поширений на території парку нерівномірно та зрідка з домішками смереки; Querco-Fagetea, який серед лісових угруповань є найбільш різноманітним, а домінуючим у цьому класі зазвичай є бук лісовий (Fagus sylvatica), дуб черешчатий (Quercus robur), граб звичайний (Carpinus betulus), рідше — вільха чорна (Alnus glutinosa), явір (Acer pseudoplatanus) та інші види. Також тут поширені грабові, грабово-дубові, грабово-дубово-липові і липово-дубові ліси.
Серед водної та лучної рослинності тут поширені такі види: ряска мала (Lemna minor), комиш (Scirpus sylvaticus), ситник розлогий (Juncus effusus), хвощ болотний (Equisetum palustre), польовиця тонка (Agrostis tenius), м'ята польова (Mentha arvensis), вовконіг європейський (Lycopus europaeus), осот, або бодак (Cirsium rivulare), кремена (Petasites albus), жовтець повзучий (Ranunculus repens), щучка дерниста (Deschampsia caespitosa), калюжниця болотна (Caltha palustris), суховершки (Prunella vulgaris), вербозілля звичаайне (Lysimachia vulgaris L.), трясучка середня (Briza media), костриця лучна (Festuca pratensis) та багато інших.
У флорі НПП «Сколівськи Бескиди» присутні 35 видів рослин, занесених до Червоної книги України, та два види рослин Бернської Конвенції. Серед них: цибуля ведмежа (Allium ursinum L.), арніка гірська (Arnica montana), астранція велика (Astrantia major L.), підсніжник звичайний (Galanthus nivalis L.), пальчатокорінник травневий (Dactylorhiza majalis (Reichenb)), лілія лісова (Lilium martagon L.), зозулинець чоловічий (Orchis mascula L.), скополія карніолійська (Scopolia carniolica Jacq.), дзвоники розлогі ялицеві (Campanula abietina Griseb. et Schenk), нарцис вузьколистий (Narcissus angustifolius Curtis) та інші. Спорадично серед старих хвойних лісів на території парку зустрічається реліктовий вид грибів — листочня кучерява, — занесений до Червоної книги України.

## Фауна

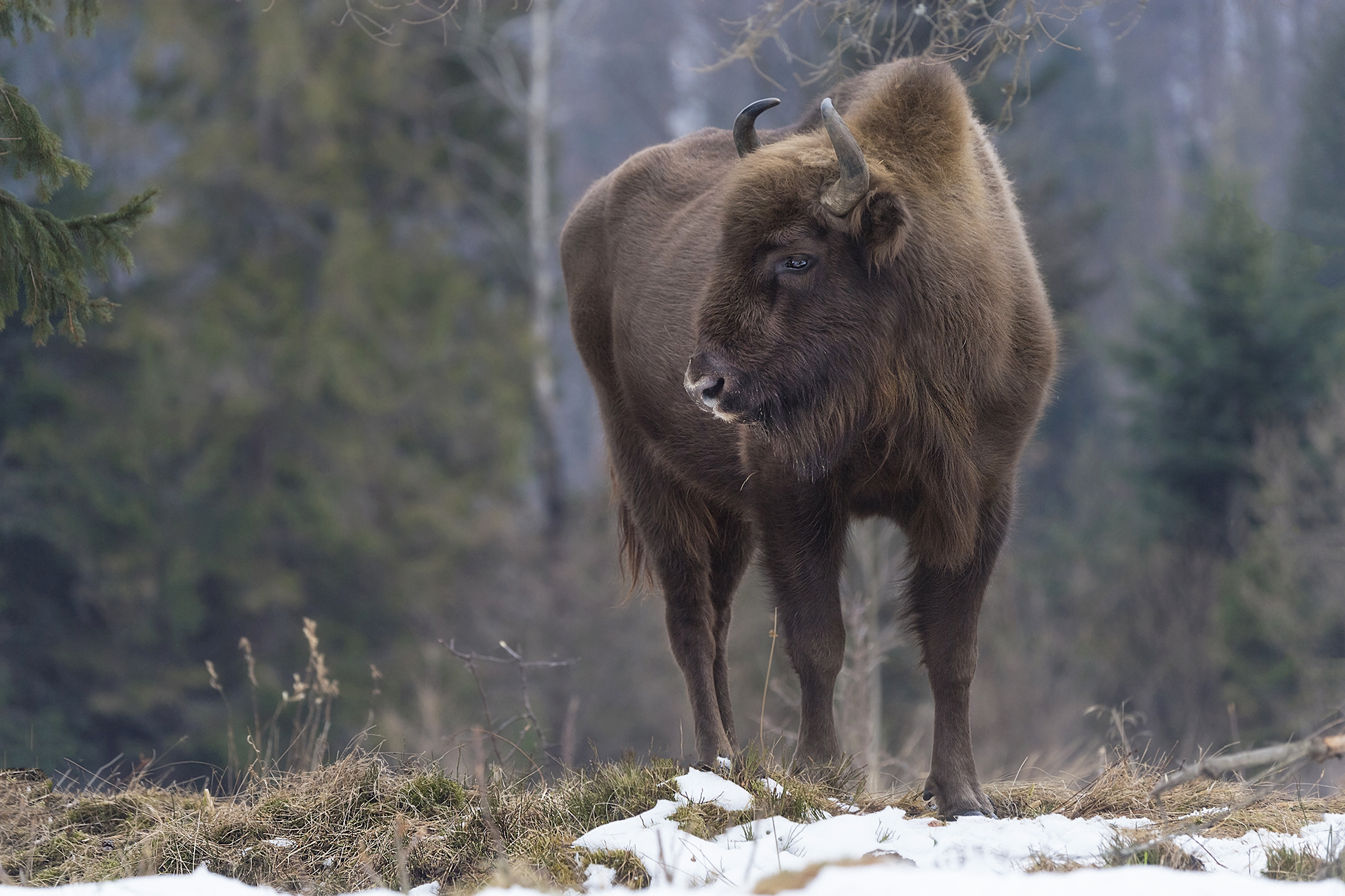
Зубр у Карпатах

Фауна національного парку є надзвичайно різноманітною. Тут трапляється близько 20 видів риб, зокрема такі види: форель струмкова (Salmo trutta m. fario L.), короп (Cyprinus carpio L.), пічкур звичайний (Gobio gobio L.), верховодка (Alburnus alburnus L.), вусач балканський (Barbus meredionalis petenyi Heckel.), рибець (Vimba vimba Pall.), слиж (Barbatula barbatula L.), бабець строкатоногий (Cottus poecilopus Heckel.), а серед червонокнижних — харіус (Thymallus thymallus L.).[джерело?]

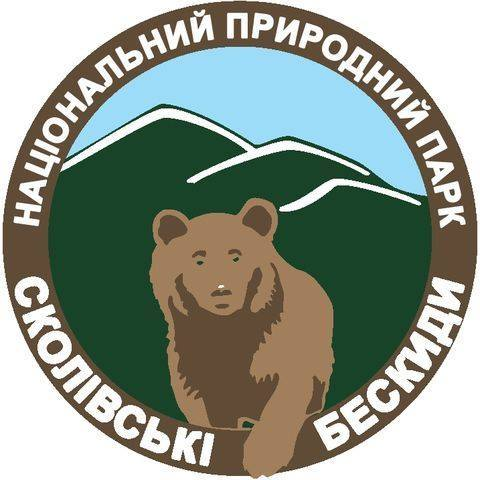
Логотип парку

Серед земноводних можна зустріти такі види: жабу трав'яну, тритона карпатського, тритона звичайного, гребецястого тритона, саламандру звичайну, кумку жовточереву, квакшу звичайну, ропуху звичайну та сіру, жабу гостроморду, жабу Лєссона, жабу озерну та багато інших видів. Серед видів земноводних тварин, що занесені до Червоної книги, тут поширені чотири види тритонів, а також саламандра Salamandra salamandra L.
Серед плазунів на території парку у лісових масивах часто трапляються вуж, гадюка звичайна і дуже рідко — мідянка. Також часто трапляються безнога змієподібна ящірка — веретільниця, ящірка прудка і живородна, безнога ящірка — веретільниця ламка та інші.
Надзвичайно різноманітною на території НПП є орнітофауна, яка налічує близько 150 видів, хоча різноманітність водоплавних та болотних видів птахів тут представлена досить бідно: гуска сіра (Anser anser L.), а також можливо й інші види гусей, журавель сірий (Grus grus L.), чайка (Vanellus vanellus L.), кульон великий (Numenius arquata L.), мартин жовтоногий (Larus cachinnans Pall.), крячок білощокий (Chlidonias hybrida Pall.), чапля сіра (Ardea cinerea L.), гоголь (Bucephala clangula L.), крех малий та інші. Найбільше видів серед горобцеподібних (82 види), зокрема сорокопуд сірий (Lanius excubitor L.), занесений до Червоної книги. З соколоподібних тут трапляється 18 видів.
Ссавці національного парку нараховують близько 50 видів. З копитних звірів тут трапляється олень благородний, сарна, дикий кабан та зубр. Зубри були завезені сюди у 2009-2010 роках в кількості 11 особин (6 самок і 5 самців), вони пристосувалися до місцевих умов і змогли дати потомство. Окрім цього тут трапляється ведмідь, тхір чорний, нориця руда, мишаки жовтогрудий і лісовий, вовчок сірий, лисиця, куниця лісова та інші. Серед рідкісних червонокнижних видів на території парку трапляються: ведмідь бурий, кіт лісовий, рись , видра, борсук, горностай, широковух європейський, нічниця війчаста, нічниця довговуха, підковоніс малий, рясоніжка мала, нориця водяна та інші. Окрім цього вісім видів рукокрилих, які живуть на території НПП «Сколівські Бескиди», занесені до Бернського списку й один — до Європейського Червоного списку. Серед мисливських звірів на території парку трапляється 18 видів, таких як: олень, сарна, дика свиня, заєць-русак, вивірка, лисиця, куниця лісова.

## Орографія
Найбільші хребти і скиби в межах території НПП:
| Нр. | Назва хребта, скиби                          | Лісництво                                                               | Приблизна протяжність в межах НПП, КМ |
| --- | -------------------------------------------- | ----------------------------------------------------------------------- | ------------------------------------- |
| 1   | Скиба Парашка                                | Бутивлянське, Сколівський військовий лісгосп                            | 14,0                                  |
| 2   | Сколівська скиба                             | Крушельницьке, Бутивлянське, Сколівське, Сколівський військовий лісгосп | 11,0                                  |
| 3   | Внутрішня                                    | Завадківське                                                            | 10,6                                  |
| 4   | Скиба Зелем'янки                             | Бутивлянське, Сколівський військовий лісгосп                            | 10,2                                  |
| 5   | Хребет Серединний (Мальманстальська складка) | Майданське, Бутивлянське                                                | 9,6                                   |

Джерело:

## Стан охорони біорізноманіття
Станом на 01.01.2023 року на території НПП «Сколівські Бескиди» для моніторингу території та спостереження за рідкісними і червонокнижними тваринами встановлено більше 30 електронних приладів для фото- і відеофіксації території.

## Фотогалерея

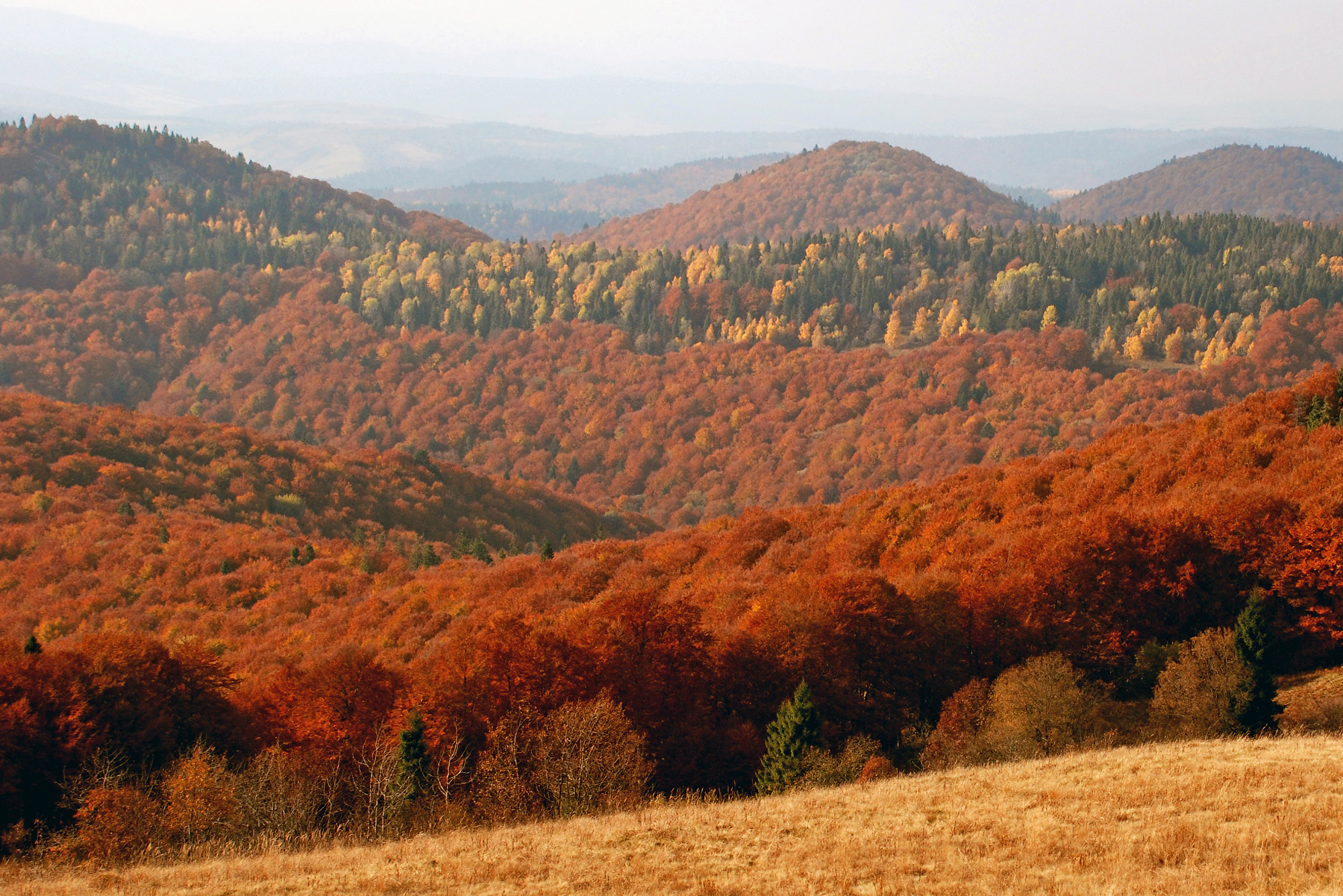
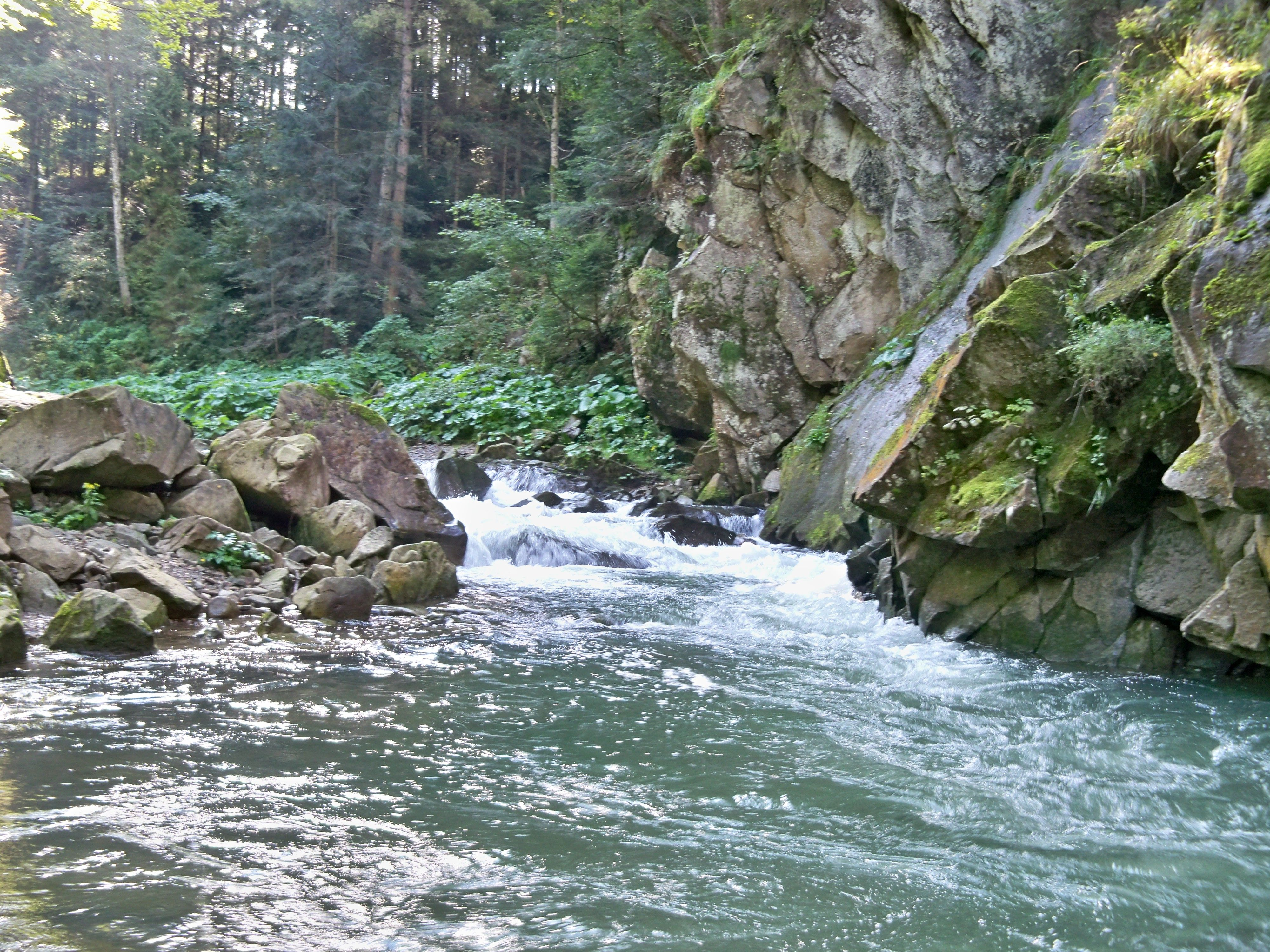
Кам'янецький водоспад
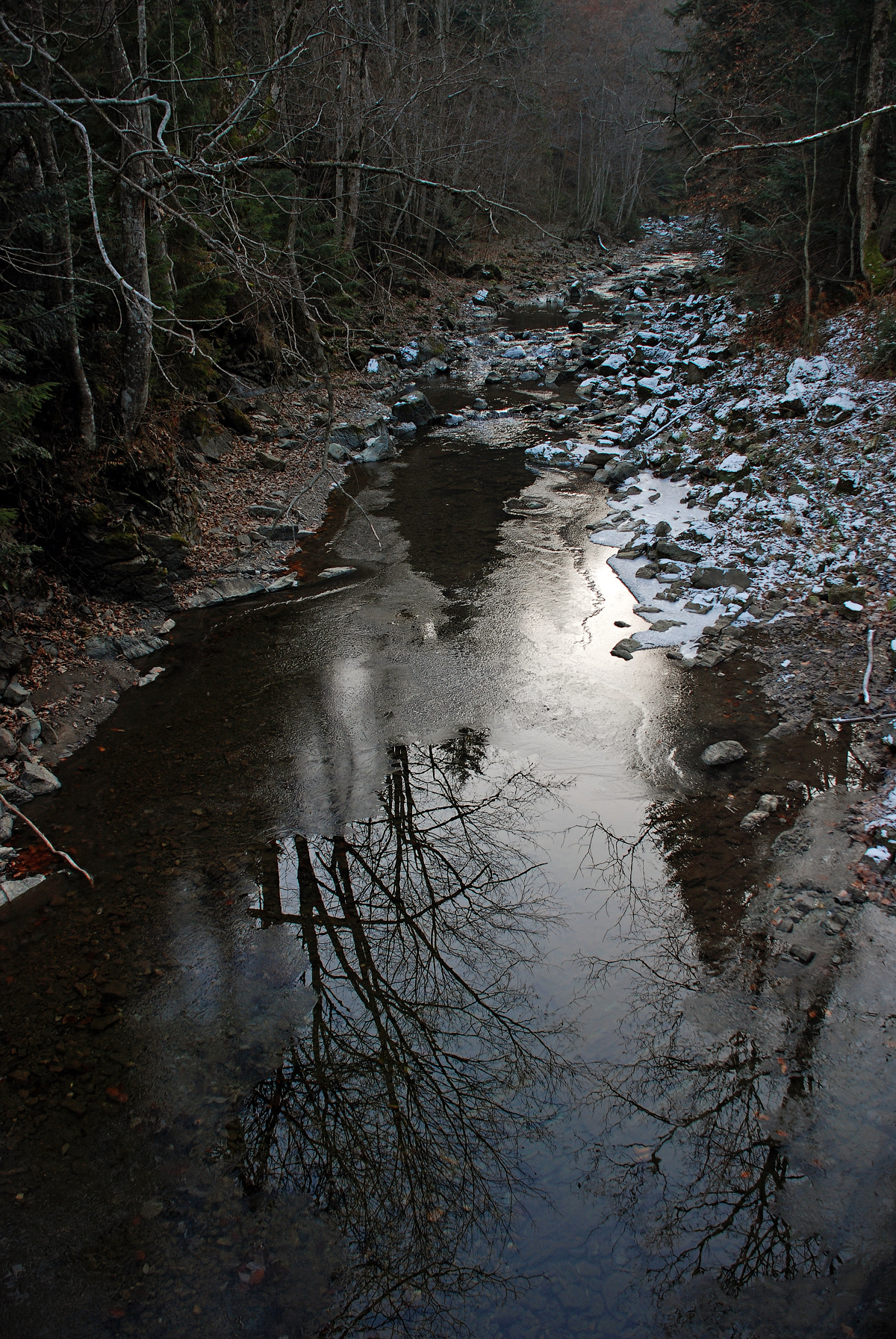
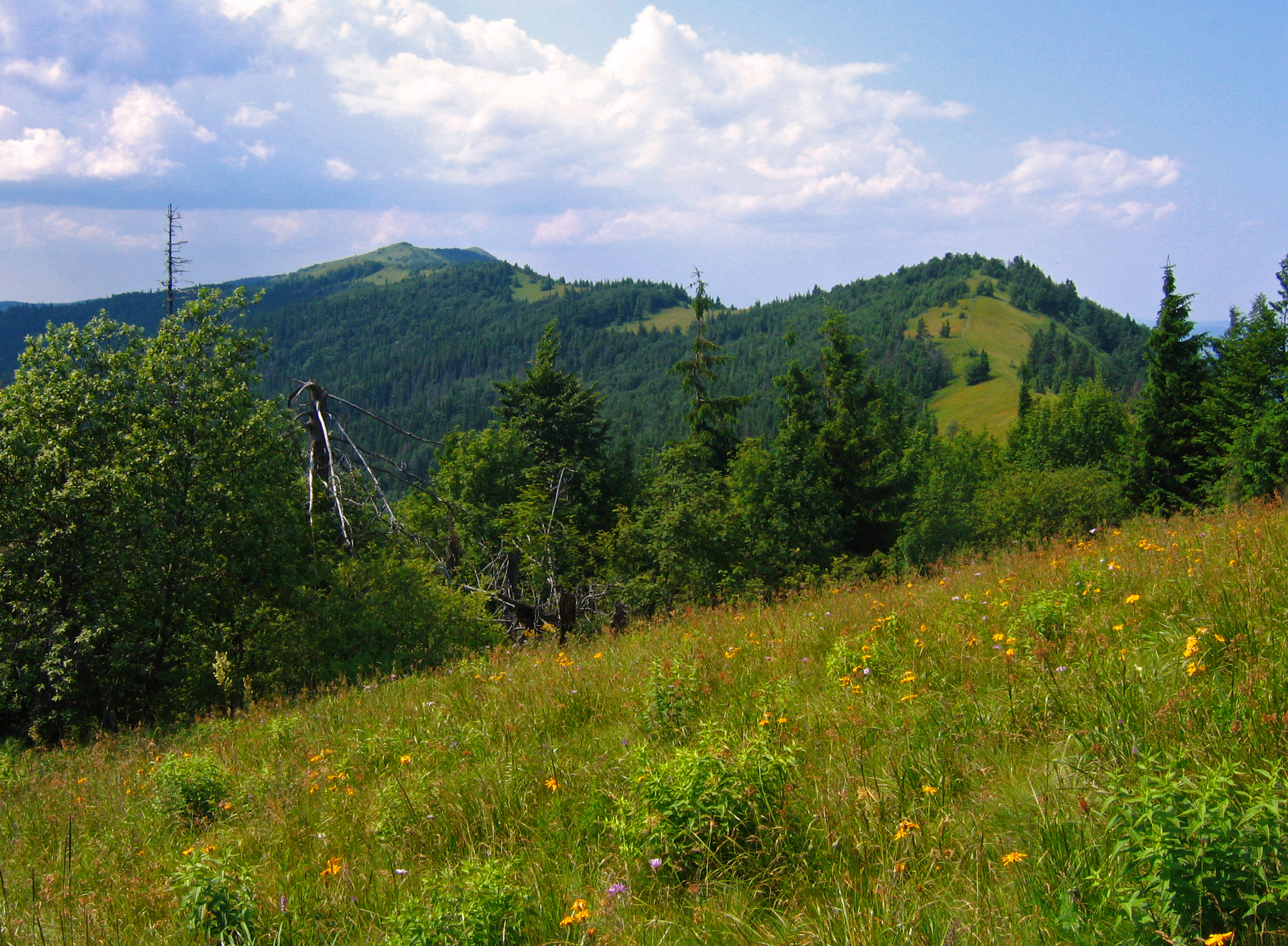
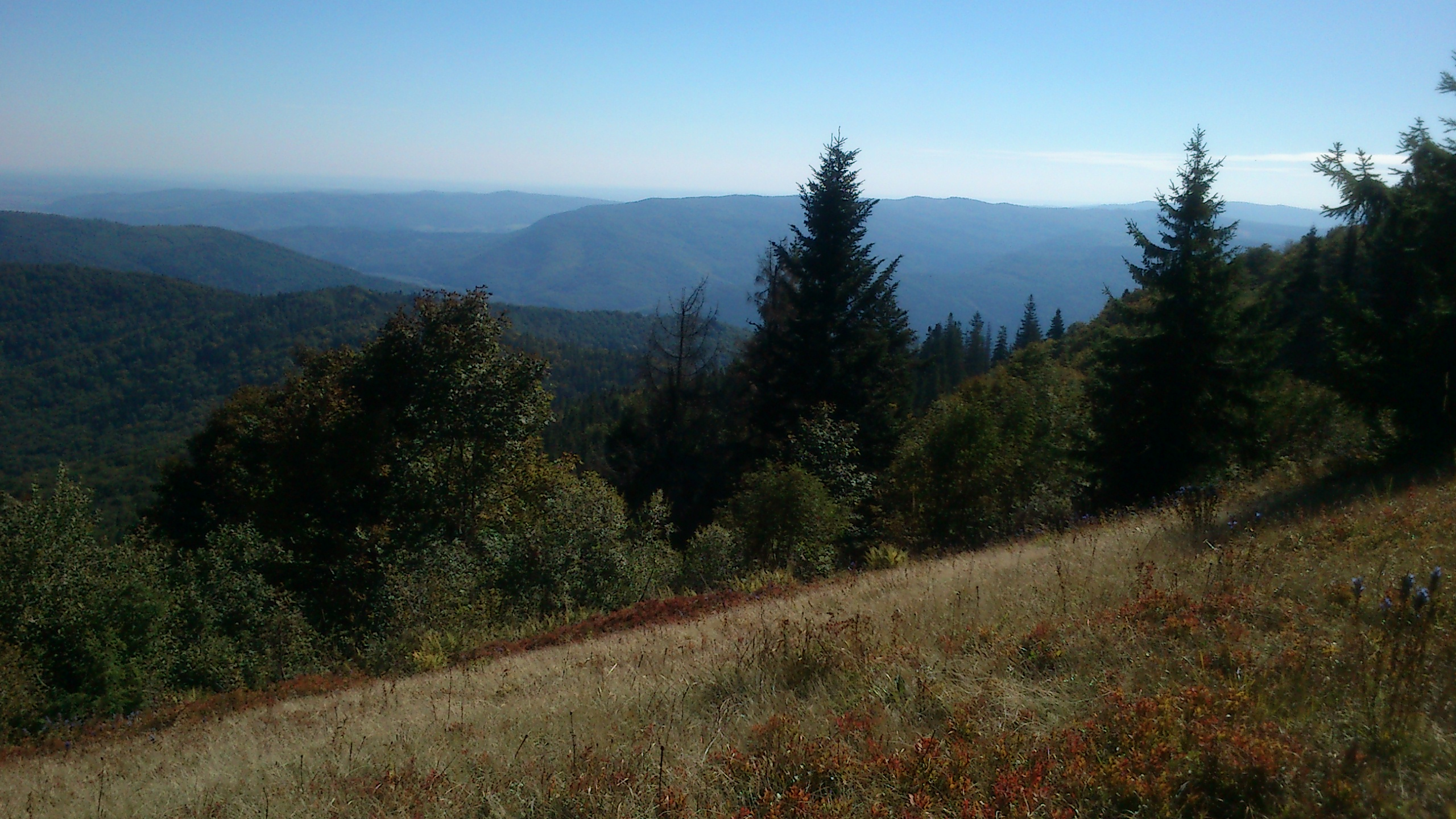
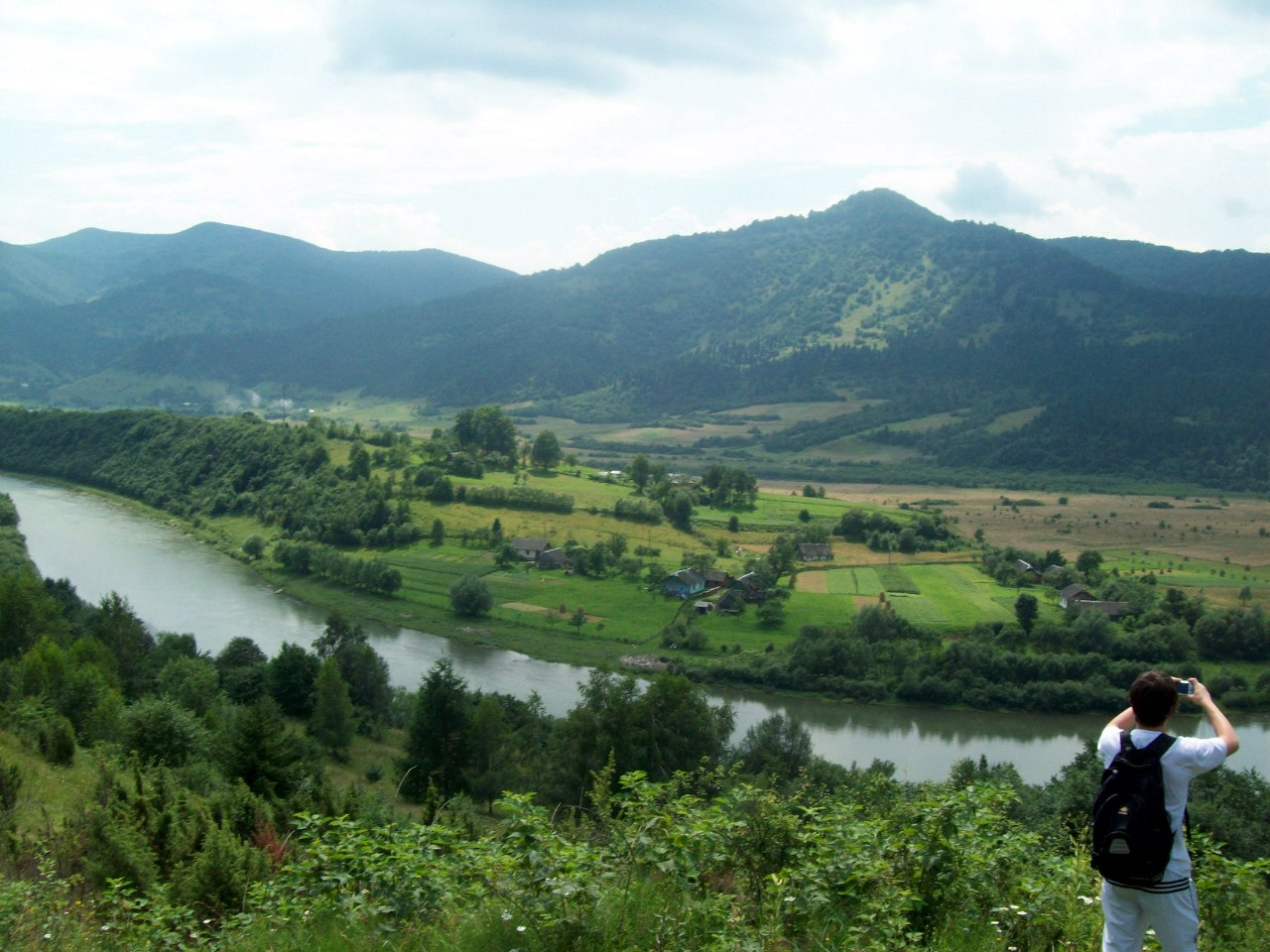
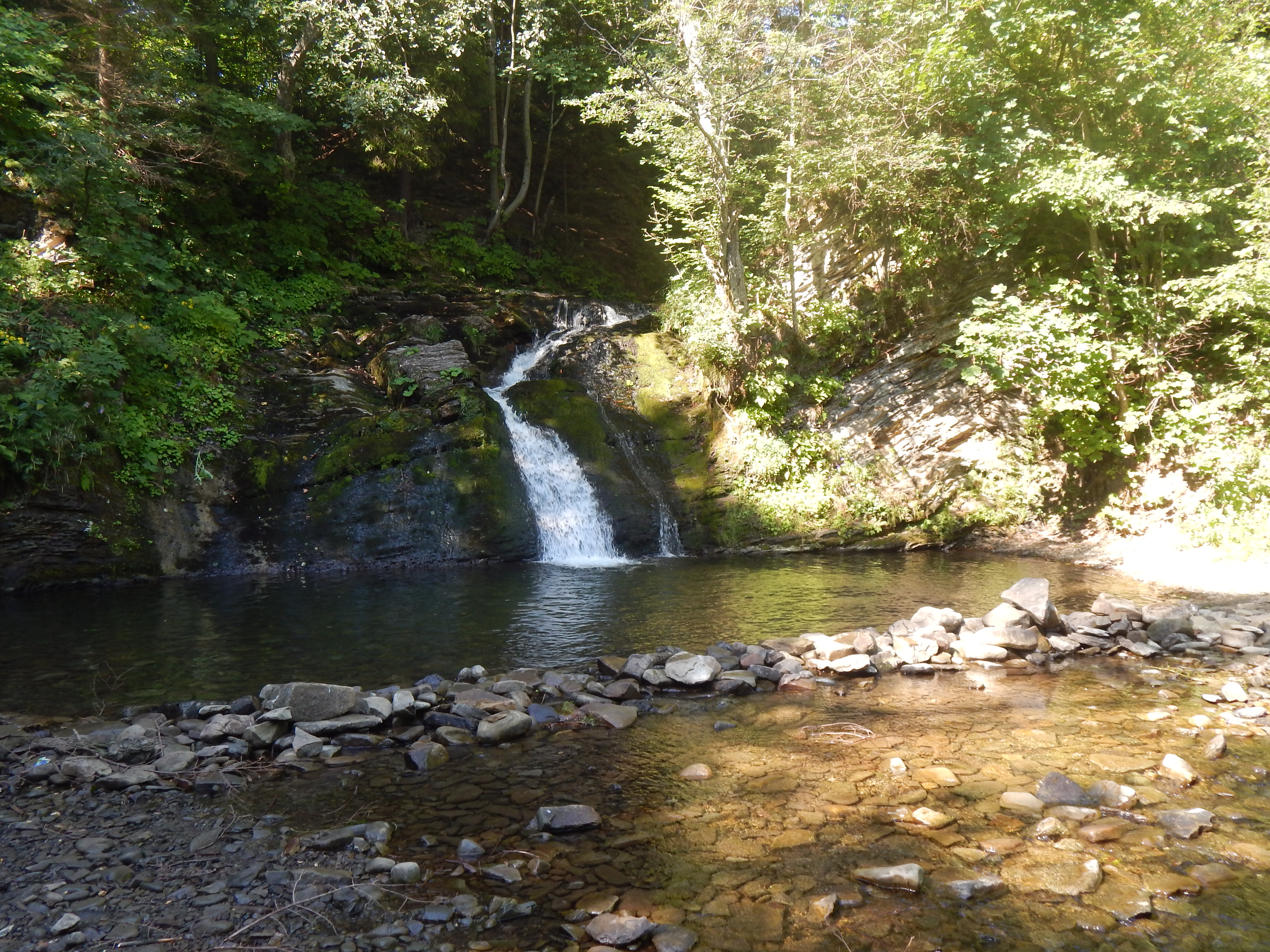
Водоспад Гуркало
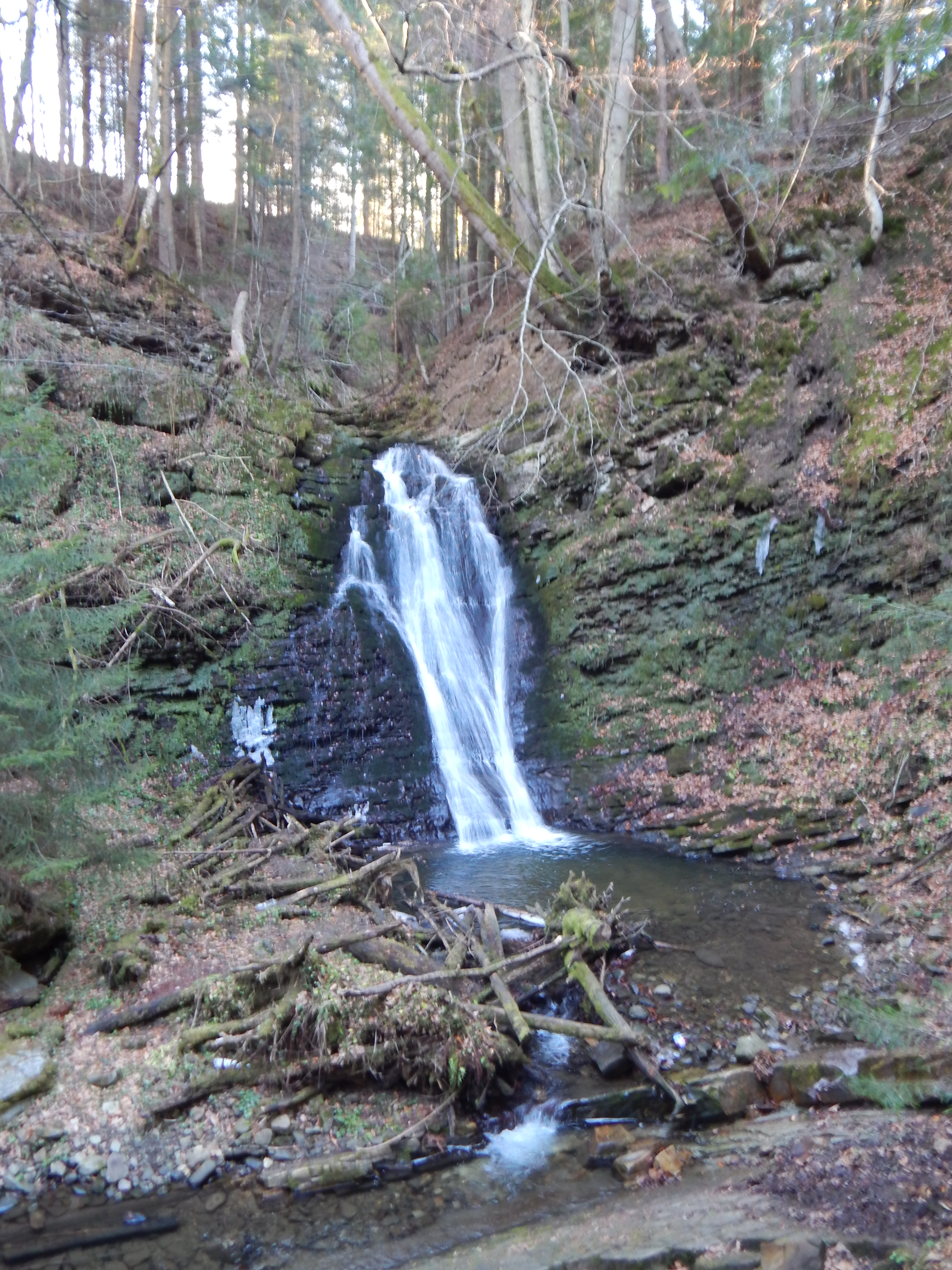
Водоспад Сопіт
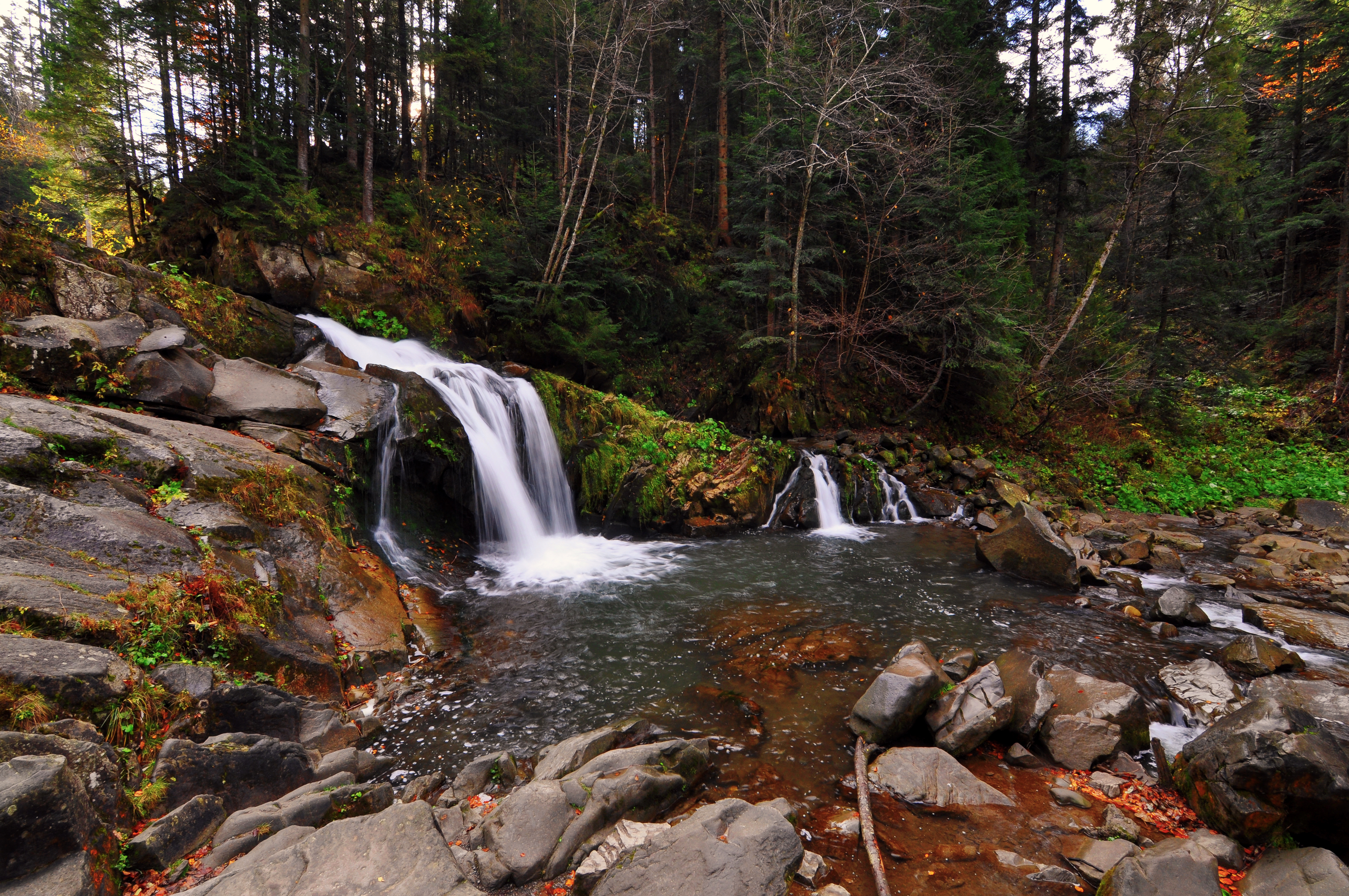
Кам'янецький водоспад
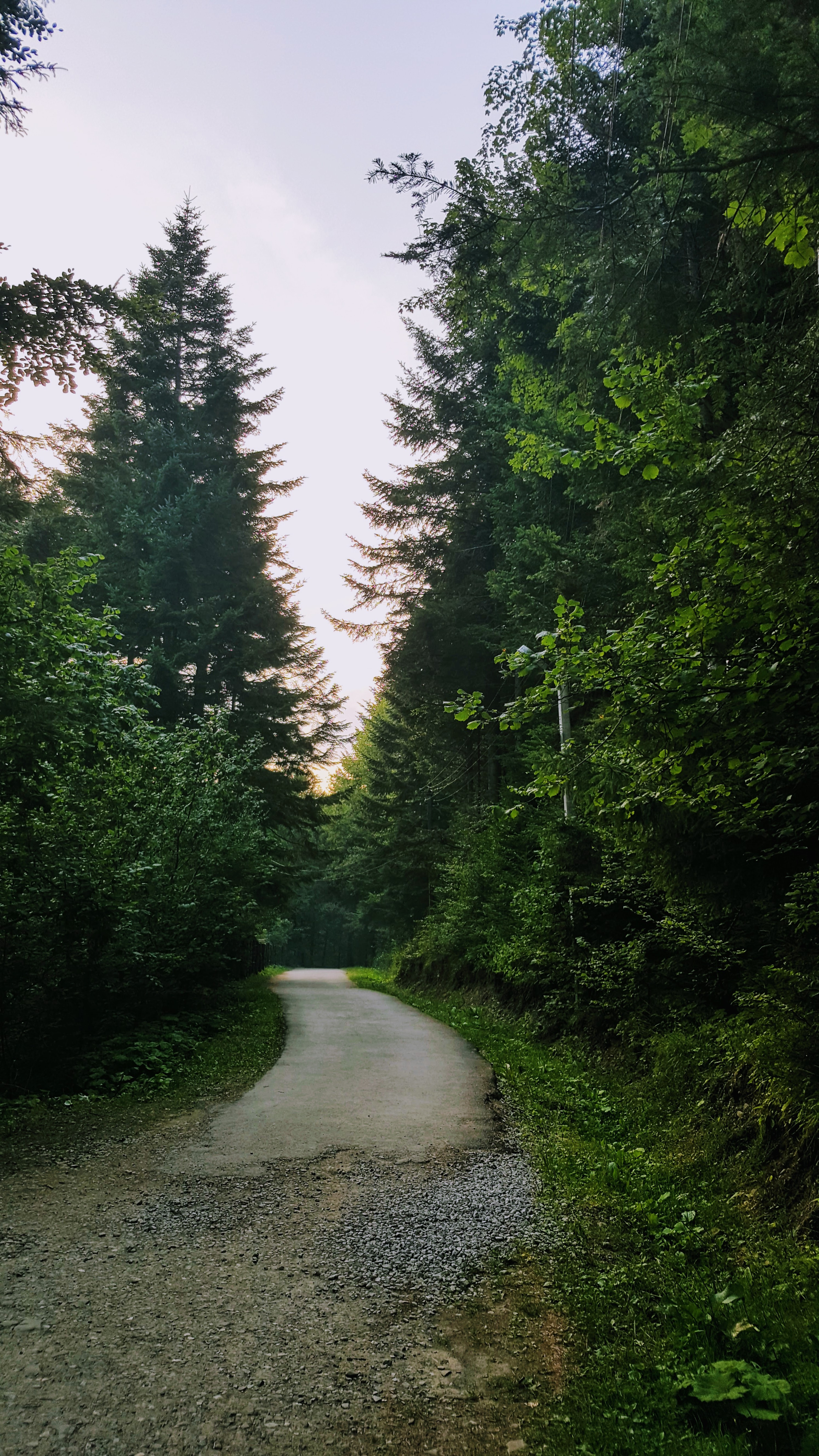
Лісова стежка у Сколівських Бескидах
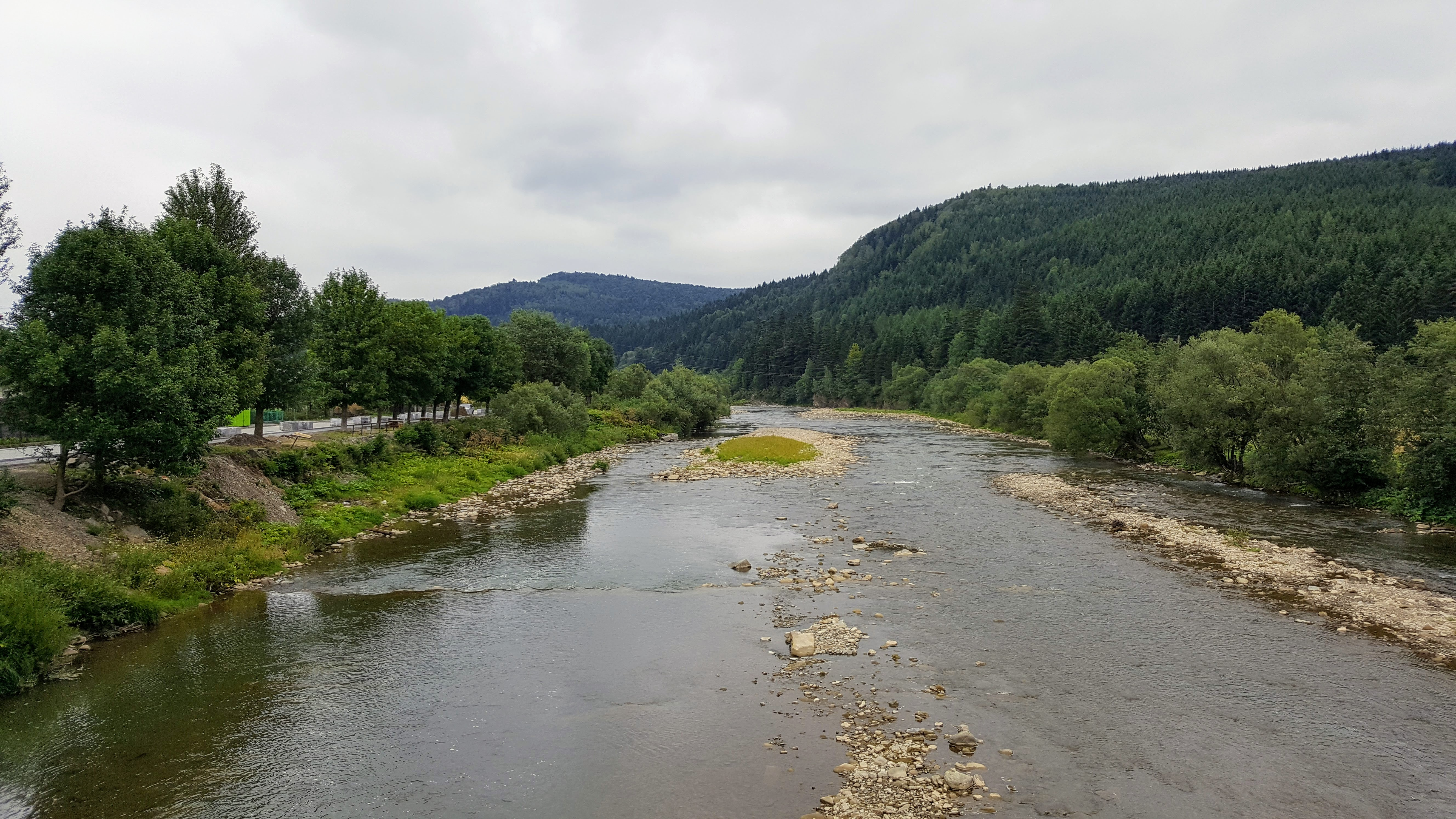
Вид на річку Опір у місті Сколе
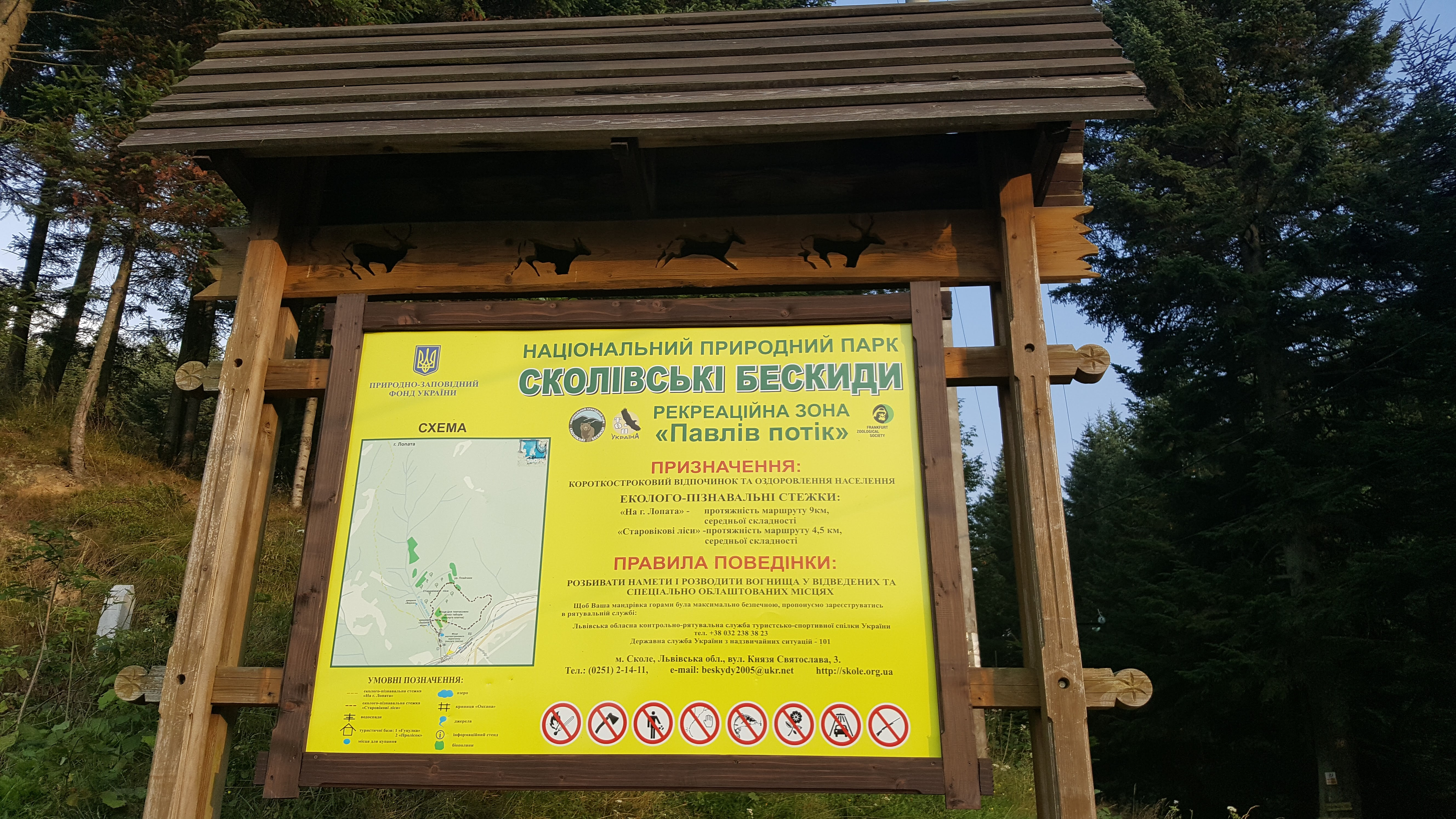
Інформаційний стенд біля входу в національний парк зі сторони р. Опір (2017 р.)

## Виноски
1. ↑  Зв’язок: ‪Національний природний парк «Сколівські Бескиди»‬ (‪2434313‬). OpenStreetMap (укр.). 23 жовтня 2023. Процитовано 18 січня 2025.
2. ↑  Архівована копія. Архів оригіналу за 2 червня 2015. Процитовано 17 травня 2015.{{cite web}}:  Обслуговування CS1: Сторінки з текстом «archived copy» як значення параметру title (посилання)
3. ↑  Листочня кучерява в Червоній книзі України
4. ↑  Архівована копія. Архів оригіналу за 2 червня 2015. Процитовано 17 травня 2015.{{cite web}}:  Обслуговування CS1: Сторінки з текстом «archived copy» як значення параметру title (посилання)
5. ↑  Об'єкти неживої природи Національного природного парку «Сколівські Бескиди» / Крамарець В. О., Дубина Я. І., Коханець М. І., Приндак В. П. / Сколе, 2005, сторінка 5
6. ↑  Архівована копія. Архів оригіналу за 12 вересня 2016. Процитовано 8 листопада 2015.{{cite web}}:  Обслуговування CS1: Сторінки з текстом «archived copy» як значення параметру title (посилання)

## Ресурси Інтернету
- НПП «Сколівські бескиди» [Архівовано 12 серпня 2021 у Wayback Machine.]: природні умови, землі, рослинний та тваринний світ
- Національний природний парк «Сколівські Бескиди» [Архівовано 7 травня 2010 у Wayback Machine.]
- Офіційні документи НПП «Сколівські Бескиди»
- Національний природний парк «Сколівські Бескиди»
- Фотогалерея НПП «Сколівські Бескиди» [Архівовано 17 листопада 2011 у Wayback Machine.]
- Східні Бескиди [Архівовано 27 травня 2015 у Wayback Machine.]: Округлі невисокі гори з переважно пологими схилами, густо вкритими буковими та ялиновими лісами.
- Minczolski Dział // Słownik geograficzny Królestwa Polskiego. — Warszawa : Druk «Wieku», 1885. — Т. VI. — S. 444. (пол.)